# Otway
Otway – wieś w Stanach Zjednoczonych, w stanie Ohio, w hrabstwie Scioto.